# Guillermo De los Santos
Guillermo De los Santos, vollständiger Name Guillermo Daniel De los Santos Viana (* 9. Februar 1992 in Montevideo) ist ein uruguayischer Fußballspieler.

## Karriere

### Verein
Der nach Angaben seines Vereins 1,80 Meter große, Guille genannte Abwehrspieler entstammt der Jugendabteilung des Club Atlético Cerro, für die er mindestens 2009 spielte. Er stand seit der Apertura 2010 im Kader der in der Primera División antretenden Ersten Mannschaft. In seiner ersten Saison sind in der Clausura 2011 für ihn bereits neun Einsätze in Uruguays höchster Spielklasse verzeichnet, bei denen er nur einmal nicht in der Startaufstellung geführt wird. Dabei erzielte er ein Tor. Der seither wohl als Stammspieler anzusehende De los Santos absolvierte bis zum Ende der Spielzeit 2012/13 insgesamt 60 Erstliga-Partien, in denen er neunmal ins gegnerische Tor traf. Am 19. Juni 2013 erfolgte die Bekanntgabe seines Wechsels zur neuen Spielzeit zum Ligakonkurrenten Nacional. De los Santos schloss sich den Bolsos zunächst für ein Jahr auf Leihbasis mit Kaufoption an. Bis zum Abschluss der Clausura 2014 kam er dort in 21 Ligaspielen (kein Tor) zum Einsatz. Zudem lief er in vier Begegnungen der Copa Libertadores auf. In der Saison 2014/15 wurde er mit Nacional Uruguayischer Meister, trug dazu mit elf Erstligaeinsätzen (kein Tor) bei und absolvierte zwei Partien (kein Tor) der Copa Libertadores 2015 eingesetzt. Sein auslaufender Vertrag wurde nicht verlängert. Im Juli 2015 unterschrieb er bei Defensor Sporting für eine Saison. Dort wurde er in der Spielzeit 2015/16 elfmal (kein Tor) in der Primera División und fünfmal (kein Tor) in der Copa Sudamericana 2015 eingesetzt. Ende September 2015 hatte er sich in der Erstligabegegnung mit Villa Teresa einen Kreuzbandriss zugezogen. Nachdem eine Verletzungspause von einem halben Jahr prognostiziert wurde, wurde er erstmals Ende April 2016 wieder in einem Ligaspiel eingesetzt. Es folgten 14 weitere Erstligaeinsätze (ein Tor) in der Saison 2016. In der Saison 2017 wurde er – jeweils ohne persönlichen Torerfolg – 19-mal in der Primera División und zweimal in der Copa Sudamericana 2017 eingesetzt. Anfang August 2017 verpflichtete ihn Universidad Católica del Ecuador auf Leihbasis.

### Nationalmannschaft
De los Santos gehörte zum uruguayischen Aufgebot bei der U-20-Fußball-Weltmeisterschaft 2011. Dort wurde er von Trainer Juan Verzeri in allen drei Spielen mit uruguayischer Beteiligung eingesetzt. Im selben Jahr nahm er mit der uruguayischen Fußballauswahl an den Panamerikanischen Spielen 2011 teil. Dort gewann er mit der Celeste die Bronzemedaille. In der Gruppenphase kam er beim 1:0-Sieg über Ecuador und bei der 5:2-Niederlage gegen Mexiko ebenso zum Einsatz, wie auch bei der 1:0 Halbfinalniederlage gegen die argentinische Auswahl. Überdies wurde De los Santos von Trainer Óscar Tabárez im März 2012 ins Aufgebot der Olympiaauswahl (U-23) berufen und kam in einem Freundschaftsspiel gegen die U-20 des Landes zum Einsatz.

### Erfolge
- Bronzemedaille Panamerikanische Spiele 2011
- Uruguayischer Meister: 2014/15

## Privates
Anfang Oktober 2014 verstarb die Ehefrau von De los Santos nach schwerer Krankheit. Die gemeinsame Tochter des Paars war zu diesem Zeitpunkt anderthalb Jahre alt.